# The Call of the Wood
The Call of the Wood è il primo album del gruppo musicale black metal sinfonico italiano Opera IX.
Del brano Born in the Grave venne anche girato un videoclip ufficiale un video musicale.
L'album è stato registrato ed arrangiato al PKM Studios durante i mesi di agosto e settembre 1994 e distribuito dalla Nosferatu Records.

## Tracce
1. Alone in the Dark – 18:28
2. Esteban's Promise – 7:14
3. The Call of the Wood – 11:10
4. Al Azif – 8:57
5. Sepulcro – 13:46

### Tracce bonus dell'edizione rimasterizzata del 2001 dalla Avantgarde Music
1. Born in the Grave – 5:03
2. Rhymes about Dying Stones – 4:20

## Membri
- Cadaveria – voce
- Ossian – chitarre
- Vlad – basso
- Flegias - batteria

## Collaborazioni
- Silent Band – Tastiere